# Mara Wilson
Mara Wilson, född 24 juli 1987 i Los Angeles, USA, är en amerikansk skådespelerska och författare. 
När Mara Wilson var fem år gammal började hennes äldsta bror Danny skådespela i TV. Hon blev då intervjuad i olika tv-program, och fick sedan sin absolut första roll som lilla Natalie 'Nattie' Hillard i filmen Välkommen Mrs. Doubtfire.
Mara Wilsons mest kända film är Matilda. Under inspelningen förlorade hon sin mor, som dog i bröstcancer.
Men filmen kom ändå att bli Wilsons största succé.
I juni 2005 gick hon ut School of Music & Arts. Sedan har hon studerat drama vid New York University, och har inte gjort någon film sedan hon började där 2005.
Wilson är kusin till politiska kommentatorn Ben Shapiro. Wilson, som är uttryckligen liberal, har blockerat Shapiro på sociala medieplattformar.

## Filmografi
- 1993 – Välkommen Mrs. Doubtfire
- 1993 – Melrose place
- 1994 – A time to heal
- 1994 – Miraklet i New York
- 1996 – Matilda (film)
- 1996 – Pearl
- 1997 – A simple wish
- 1999 – Bollom farm
- 1999 – Batman Beyond
- 2000 – Thomas and the magic railroad